# نوادا (کورشوملییا)
نوادا (به صربی: Nevada) یک منطقهٔ مسکونی در صربستان است که در کورشوملیا واقع شده‌است. نوادا ۳۰ نفر جمعیت دارد.